# 문승원
문승원(文昇元, 1989년 11월 28일 ~ )은 KBO 리그 SSG 랜더스의 투수이다.

## 아마추어 시절
배명고등학교 재학 시절 내야와 외야를 오고 가다가 3학년 때 투수로 포지션을 변경했다.
고려대학교 초반에는 동기인 임치영과 윤명준에게 밀렸지만 2학년 때인 2009년부터 대학 야구에서 본격적으로 활동했다. 고려대가 우승한 대통령기 전국대학야구대회와 고연전에서 준수한 활약을 하는 등 15경기에 나와 22.1이닝동안 3.27의 평균자책점을 기록해 고려대 마운드에 힘을 보탰다. 4학년 때인 2011년에는 140km 초반에서 150km까지 구속이 오르고 들쑥날쑥했던 제구까지 안정되며 임치영, 윤명준과 함께 고려대 선발 트로이카의 한 축을 이뤘다. 그 해 6월 열렸던 대학야구 하계리그 건국대전에 선발 등판해 4피안타, 8탈삼진 완봉승을 기록했고 4일 뒤 경희대전에서 선발 등판해 14탈삼진을 기록하며 2경기 연속 완봉승을 달성했다. 이를 통해 고려대의 하계리그 우승에 기여함과 동시에 대회 우수 투수상까지 수상했다. 졸업 전 대한민국 야구 국가대표팀에 선발돼 2011년 야구 월드컵에 출전했다.

## SK 와이번스시절
2012년 신인 드래프트에서 1라운드(전체 8순위)로 지명받았다.
2012년 6월 21일 롯데전에서 데뷔 첫 경기를 치렀고, 경기에서 1이닝 1실점을 기록했다. 이후 한 경기에 더 등판해 1이닝 2탈삼진, 무실점을 기록했다. 
2013년에도 중간 계투로 등판해 16경기 24.1이닝 1패, 13탈삼진, 5점대 평균자책점을 기록했다.

## 상무 야구단시절
2013년 시즌 후에 입단하였다.

## SK 와이번스복귀 &SSG 랜더스시절
2015년 말에 복귀하였다.
2016년 시즌을 2군에서 시작했지만 당시 선발 투수였던 윤희상의 부진으로 1군 승격과 동시에 선발로 낙점받았다. 4월 22일 NC전에서 데뷔 첫 선발 등판해 5이닝 2실점, 이어진 4월 28일 두산전에서 5.1이닝 1실점으로 기대 이상의 호투를 했다. 그리고 5월 4일 한화전에서는 5이닝 5피안타, 3탈삼진, 1실점으로 데뷔 첫 승을 달성했다. 하지만 장타에 의해 대량 실점하는 횟수가 잦아지며 1군과 2군을 오르내렸고, 결국 초반의 기세를 살리지 못한 채 4승 4패, 6점대 평균자책점으로 시즌을 마감했다.
2017년 시즌 29경기에 모두 선발 등판해 6승 12패, 5점대 평균자책점을 기록했다. 6월 20일 NC 다이노스전에서는 9이닝 7피안타, 1실점(비자책)을 기록하며 데뷔 첫 완투 승을 거뒀다.
2018년 시즌 팀의 5선발로 풀 타임 시즌을 치르며 31경기 8승 9패, 1홀드, 1세이브, 122탈삼진, 4점대 평균자책점을 기록했다. 5선발 투수로서 150.2이닝을 소화하며 두 시즌 연속 규정 이닝을 채웠다. 포스트시즌에서는 외국인 투수 산체스가 시즌 막판 부진 때문에 불펜으로 이동하며 4선발로 활약했다.
2019년 시즌 26경기에 등판해 11승 7패, 3점대 평균자책점을 기록했다. 이 시즌에 개인 통산 첫 두 자릿수 승을 기록했다. 
2020년 6월에 평균자책점 1.39를 기록하며 쉘헬릭스플레이어에 선정됐다. 10월 초에 팔꿈치 뼛조각 수술을 받으며 시즌 아웃됐다. 시즌 25경기에 등판해 6승 8패, 3점대 평균자책점을 기록했다.

## 배우자
- '안미선' (2017년 ~ 현재)

## 출신 학교
- 서울가동초등학교
- 배명중학교
- 배명고등학교
- 고려대학교

## 통산 기록
| 연도 | 팀명   | 평균자책점 | 경기 | 완투 | 완봉 | 승 | 패 | 세 | 홀 | 승률  | 타자 | 이닝 | 피안타 | 피홈런 | 볼넷 | 사구 | 탈삼진 | 실점 | 자책점 |
| ---- | ------ | ---------- | ---- | ---- | ---- | -- | -- | -- | -- | ----- | ---- | ---- | ------ | ------ | ---- | ---- | ------ | ---- | ------ |
| 2012 | SK     | 4.50       | 2    | 0    | 0    | 0  | 0  | 0  | 0  | -     | 9    | 2    | 2      | 0      | 0    | 1    | 3      | 1    | 1      |
| 2013 | SK     | 5.55       | 16   | 0    | 0    | 0  | 1  | 0  | 0  | 0.000 | 107  | 24⅓  | 29     | 5      | 6    | 3    | 13     | 16   | 15     |
| 2016 | SK     | 6.64       | 20   | 0    | 0    | 4  | 4  | 0  | 0  | 0.500 | 306  | 63⅔  | 86     | 12     | 33   | 3    | 49     | 52   | 47     |
| 2017 | SK     | 5.33       | 29   | 1    | 0    | 6  | 12 | 0  | 0  | 0.333 | 695  | 155⅓ | 181    | 25     | 54   | 11   | 86     | 98   | 92     |
| 2018 | SK     | 4.60       | 31   | 0    | 0    | 8  | 9  | 1  | 1  | 0.471 | 656  | 150⅔ | 180    | 24     | 37   | 4    | 122    | 86   | 77     |
| 2019 | SK     | 3.88       | 26   | 0    | 0    | 11 | 7  | 0  | 2  | 0.611 | 586  | 144  | 130    | 23     | 33   | 3    | 99     | 63   | 62     |
| 2020 | SK     | 3.65       | 25   | 1    | 0    | 6  | 8  | 0  | 0  | 0.429 | 610  | 145⅔ | 136    | 13     | 45   | 6    | 117    | 64   | 59     |
| 2021 | SSG    | 2.86       | 9    | 0    | 0    | 2  | 2  | 0  | 0  | 0.500 | 212  | 50⅓  | 42     | 1      | 18   | 2    | 32     | 20   | 16     |
| 2022 | SSG    | 5.11       | 23   | 0    | 0    | 1  | 1  | 3  | 3  | 0.500 | 112  | 24⅔  | 32     | 3      | 7    | 2    | 25     | 15   | 14     |
| 2023 | SSG    | 5.23       | 50   | 0    | 0    | 5  | 8  | 1  | 9  | 0.385 | 479  | 105  | 138    | 12     | 35   | 6    | 65     | 67   | 61     |
| 2024 | SSG    | 4.50       | 62   | 0    | 0    | 6  | 1  | 20 | 6  | 0.857 | 265  | 60   | 67     | 10     | 24   | 1    | 53     | 33   | 30     |
| 통산 | 11시즌 | 4.61       | 293  | 2    | 0    | 49 | 53 | 25 | 21 | 0.480 | 4037 | 925⅔ | 1023   | 128    | 292  | 42   | 664    | 515  | 474    |